# Habronattus moratus
Habronattus moratus är en spindelart som först beskrevs av Gertsch, Mulaik 1936.  Habronattus moratus ingår i släktet Habronattus och familjen hoppspindlar. Inga underarter finns listade i Catalogue of Life.